# Marquês de Ponta Delgada
Marquês de Ponta Delgada é um título nobiliárquico português criado por D. Maria II de Portugal, por Decreto de 25 de Janeiro de 1835, em favor de D. Leonor Maria da Câmara.
Titulares
1. D. Leonor Maria da Câmara, 1.ª Marquesa de Ponta Delgada;
2. D. Francisco Gonçalves Zarco da Câmara, 2.º Marquês de Ponta Delgada, 8.º Conde e 1.º Marquês da Ribeira Grande.